# Alan Glass
Alan Glass (Montreal, 30 de junio de 1932 - Ciudad de México, 16 de enero de 2023) fue un artista plástico canadiense.

## Biografía
Nació en Montreal el 30 de junio de 1932, estudió en la École beaux-arts de Montréal entre 1949 y 1952 y trabajó en el estudio de Alfred Pellan . Recibió una beca del gobierno francés en 1952 y vivió en París mientras viajaba por Europa Central y Medio Oriente. Durante este tiempo expuso en la Galerie Le Terrain Vague, donde conoció a André Breton. De 1968 a 1969 viajó por India y Nepal, particularmente en el estado de Sikkim. En 1962 viajó por primera vez a México. En la década de 1970, comenzó a vivir entre México y Quebec .
Alan Glass murió en la Ciudad de México el 16 de enero de 2023, a la edad de 90 años.

## Exposiciones individuales
- Galería Le Terrain vague (1958)[7]
- Galerie du Siècle (1965)[8]
- Galería Antonio Souza (1972)
- Galería de Montreal (1972)[9]
- Museo de Arte Moderno de México (1976)
- Galería Gilles Corbeil (1977)[10]
- Galería Pecanins (1982)
- Galerie du Grand Théâtre (1985)
- Galería Claude Bernard (1991)[11]
- Galería López Quiroga (2003)
- Museo de Arte Moderno (2008)[12]

## Colecciones públicas
- Museo Metropolitano de Arte[13]
- Museo de Arte Moderno de París[14]
- Museo de Bellas Artes de Montreal
- Museo Nacional de Bellas Artes de Québec[15]

## Filmografía
- Alan Glass (2010)
- A través de A(lan) Glass. Director: Tufic Makhlouf Aki[16]

## Premios
- Una sala nombrada en su honor en el Vieux Presbytère de Saint‑Bruno-Montarville (2016)
- Medalla de Bellas Artes de la Secretaría de Cultura de México (2017 )[17]